# 21501 Acevedo
Acevedo (asteroide 21501, com a designação provisória 1998 KC8) é um asteroide da cintura principal. Possui uma excentricidade de 0.07110620 e uma inclinação de 5.58683º.
Este asteroide foi descoberto no dia 23 de maio de 1998 por LONEOS em Anderson Mesa.